# 조현병
조현병(調絃病, 영어: schizophrenia) 또는 정신분열증(精神分裂症)은 비정상적인 사고와 현실에 대한 인지 및 검증력 이상, 반복적인 정신증 재발을 특징으로 하는 정신질환의 일종이다. 망상, 환각, 와해된 언어나 행동, 사고장애 증상이 나타나며, 사회적 위축 및 감정 반응의 저하 등도 동반된다.
증상은 일반적으로 전구증상에서 시작하여 점진적으로 발생하며, 보통 성인기 초기에 시작되고 완치가 어렵다. 객관적인 진단검사는 없으며 진단은 관찰된 행동, 환자와 주변인의 보고 등을 토대로 이루어진다. 약 0.3~0.7%의 사람들이 일생 동안 조현병의 진단을 받으며, 남성이 여성보다 더 발병률이 높고 일찍 시작되는 경향이 있다. 원인에는 유전적, 환경적 요인이 복합적으로 작용한다.
조현병 진단을 받은 사람 중 절반 정도는 더 이상의 재발 없이 장기적으로 상당한 호전을 보이며 일부는 완전히 회복된다. 나머지 절반은 평생 장애를 가지고 살며 심한 경우에는 병원에 장기 입원이 필요해지기도 한다. 자살 위험이나 신체 건강 문제의 발생률이 높아 평균적으로 기대 수명이 약 20~28세 감소한다. 치료는 주로 상담, 직업 훈련, 사회 재활과 병행하여 항정신병제를 통한 약물 치료로 이루어진다.

## 역사
인간 심리에 관한 상세한 이해가 없던 고대부터 유사한 증후군들에 관한 기록이 수없이 전해지나 질병으로서 처음 개념화되기 시작한 것은 유럽에서 정신의학이 태동하기 시작한 19세기의 일이다. 당시 치매와 유사하다는 오해로 인해 조발성치매(早發性癡呆, Dementia praecox)라는 용어가 사용되었는데, 오늘날의 조현병과 대략 겹치지만 완전히 일치하는 분류는 아니었다. 
이후 1908년 오이겐 블로일러(Eugen Bleuler)가 독일 정신과 협회 회의에서 처음으로 그리스어에서 '분열'을 의미하는 schizo-와 '정신'을 의미하는 phren을 합하여 정신분열증(Schizophrenie)이라는 명칭을 고안하였고 논문에서 단조로운 정서, 자폐성, 사고의 조화 능력의 손상 및 모순적 행동을 그 특징으로 제시하며 치매와는 별개의 질병으로 구분하였다.

### 명칭
대한민국에서는 정신분열증(精神分裂症)으로 불렸으나 어감상의 문제로 2010년 10월 대한정신분열병학회 및 관련 단체들이 참여하는 '정신분열병 병명개정위원회'를 구성하였고, 2011년 3월 대한의사협회에서 "조현병"(調絃病)"으로 개정하기로 확정하였다. 조현(調絃)이란 현악기의 줄을 고른다는 뜻으로, 뇌의 신경구조의 이상으로 마치 현악기가 제대로 조율되지 않은 것처럼 혼란을 겪는 상태, 즉 조현에 이상이 있는 병을 의미한다.
일본에서도 비슷한 이유로 '정신분열병'이던 병명을 통합실조증(統合失調症)으로 개칭한 바 있다. 홍콩에서는 "사각실조(思覺失調)"의 용어로 개정하였다.

## 증상
일반적인 증상으로 외부 현실을 제대로 인식하지 못하여 부조화된 환각, 망상, 환영, 환청 등을 경험하고 대인 관계에서 지나친 긴장감 혹은 타인의 시각에 대한 무관심, 기이한 행동을 보인다. 언어 관련 장애나 기분장애 등 역시 동반되기도 한다. 사회활동과 가족관계를 악화시키는 대표적인 정신증이다.

### 정적증상
정적증상(positive symptoms)은 일반인에게는 존재하지 않으나 환자에게는 나타나는 증상을 가리킨다. 망상, 환각 등의 정신증적 증상이 포함된다. 한 환자에게 양성증상이 모두 나타나는 것은 아니며, 유형에 따라 다른 증상이 나타난다.
- 환각(hallucination): 현실적으로 존재하지 않는 것을 감각적으로 느끼게 되는 증상을 말한다. 흔한 것으로 환청(청각), 환시(시각), 환촉(촉각) 등이 있다. 환자는 이러한 환각 증상을 설명하기 위해 신성한 계시나 원격 공격을 받고 있다는 등의 망상을 만들어내기도 한다.
- 망상(delusion): 잘못된 생각이나 신념을 가리킨다. 원초적으로 현실에 기반하지 않은 생각인 것과는 별개로, 망상형 조현병 환자의 망상은 그 체계 안에서는 다소 합리적인 경우가 있으므로 환자는 망상에 대한 합리적인 반응을 보이기도 한다. 그러나 조현병에서의 망상 및 그에 따른 반응은 망상장애에 비해서는 비합리적인 경우가 많다. 환자에 따라서 매우 다양한 종류의 망상들이 나타난다.
- 격앙(agitation), 긴장(tension)
- 기이한 행동(bizarre behavior)

### 부적증상
부적증상(negative symptoms)은 일반인에게는 존재하나 환자에게서는 저하, 결손되는 것을 가리킨다.
- 무논리증(alogia): 자발적인 언어의 제한
- 무욕증(anhedonia): 이전에는 흥미를 느끼던 것을 더 이상 느끼지 못하는 것.
- 정동둔마(flat Affect): 두드러진 감정의 드러남이 없는 상태.
- 단정하지 못한 복장과 비위생적인 생활
- 무의욕증(avolition) : 자극에 대한 행동유발 저하
- 해체형증상(disorganized symptoms) : 알아들을 수 없는 말, 상황에 맞지 않는 정서나 행동

### 인지증상
인지 증상은 집중력을 유지하기 어렵고 새로운 정보를 학습하거나 자신의 생각을 정리하는 능력이 저하되는 증상을 말한다. 예전에는 능숙하게 처리하던 일도 제대로 해내지 못하고 기억력이나 문제해결능력도 현저히 감소한다. 또한 인지 증상은 눈에 잘 띄지는 않지만 조현병(정신분열병) 환자의 사회적, 직업적 기능을 감퇴시켜 환자들이 사회에 복귀하지 못하고 실직하여 좌절감을 맛보게 한다. 인지 증상들은 오래 치료받지 못한 환자일수록 심각해지며 치유도 어려워지는 경향이 있다.
- 학습능력 저하
- 기억력이나 문제해결능력 감소

### 잔류증상
조현병 환자들은 치료에 의해서든 자연적이든 심한 급성기에서 벗어나게 되면 잔류기(관해기)에 접어들게 된다. 이 기간은 음성 증상과 인지 기능의 장애가 주된 증상으로 나타난다. 이러한 잔류증상이 환자의 일상생활에 지장을 주지 않게 하는 것이 중요한데, 약물치료와 더불어 재활치료와 인지행동치료를 함께 하는 것이 도움이 된다.

## 발병 및 원인
조현병 발병의 직접적인 원인으로는 신경전달물질의 균형이상, 대뇌의 구조 및 기능 이상, 비이상적인 신경증식 등이 알려져 있다. 일반적으로 유전적 소인, 환경적 요인이 복합적으로 작용하여 병을 촉발한다. 흔히 성인기 초기에 처음 발병하여 생애 전반에 영향을 끼친다.
특히 외부로부터의 극심한 스트레스가 조현병을 촉발할 수 있다. 또한 가정 폭력, 학대 등을 겪은 경우에는 조현병 발병 확률이 높아진다. 가정적인 문제가 발병에 얼마나 영향이 있는지는 불확실하나, 부모가 적대적일 때보다 적극적으로 지원해줄 때 치료 예후가 더 좋게 나타난다.
조현병의 발병 위험도에는 유전적 요인도 연관되는 것으로 추정된다. 한 연구에 의하면 일란성 쌍둥이의 조현병 일치율은 40% 정도로 조사되며, 부모 중 한 사람이 조현병인 경우 조현병의 우려는 13%, 부모 모두 조현병인 경우 거의 50%에 달한다.
향정신성 약물에 의해 조현병이 촉발될 수도 있는데, 환각제 리세르그산 디에틸아미드(LSD)가 조현병을 일으킬 수 있다는 연구가 있다.

### 조현병의 발병

#### 발병 시기
첫 정신병적 증상이 시작되는 시기는 남자 환자는 10대 후반에서 20대 초반, 여자 환자의 경우는 20대 중반에서 30대 초반이 많다. 사춘기 이전에 발병하는 경우는 상당히 드물며 45세 이후에 발병하는 경우도 매우 드문 것으로 알려져 있다.
정신병적 증상이 뚜렷하게 나타나기 전, 청소년기 환자들은 친구 관계의 변화, 학업 성적의 저하, 수면 문제, 예민하고 신경질적인 반응 등 소위 ‘전구증상’들을 보이지만, 이런 변화들은 청소년기에 정상적으로 나타나는 여러 가지 문제와 뚜렷이 구분하기 힘들고 따라서 이 시기에 조현병을 조기 진단하는 것이 어렵다.
지금까지의 연구에서 조현병은 성별, 문화, 지역의 차이와 무관하게 일정한 발병률을 보이고 있으며 일반 인구의 0.5% 정도로 추정되고 있다.

#### 전조 증상
조현병은 환각, 망상, 사고장애 등의 특징적 증상이 나타나기 전 수개월에서 수년에 걸쳐 전구기(잠복기)를 거치지만, 이 시기에 일어나는 미세한 변화를 눈치 채기가 어렵다. 가장 기본적인 변화는 일상생활의 여러 영역에서 일탈현상이 나타나는 것이다.
- 일탈현상의 예시
  - 세면, 목욕, 청소 등을 잘 하지 않아 불결하고 지저분하게 지낸다.
  - 머리를 항상 기르고 다닌다.
  - 옷을 입고 화장을 하는 등 자기를 가꾸는데 있어서, 이전과 다르게 엉성한 모습이 나타난다. 외모에 관심이 없어지기도 한다.
  - 수면시간이 불규칙해지고, 때론 밤낮이 바뀌어 생활한다.
  - 막연하게 여기저기가 아프다고 호소한다.
  - 신경이 예민해져서 사소한 일에도 짜증을 내고 불안하거나 긴장된 모습을 보인다.
  - 감정의 기복이 심해진다.
  - 분노를 심하게 나타내면서 공격적인 행동이 잦아진다.
  - 집중이 잘 되지 않아서 업무 능률이 떨어진다. 학생인 경우 이유 없이 성적이 떨어진다.
  - 철학적이고 종교적인 주제에 지나치게 몰두한다. 죽음과 자살에 대한 생각과 이야기가 많아진다.
  - 다른 사람들과 함께 있는 시간이 줄어들면서 혼자 있는 시간이 많아진다.
  - 말수가 줄어들고 무엇인가 골똘히 생각하는 모습을 자주 보인다.
  - 환청을 듣게된다.
- 불안감 : 또 하나의 특징은 거의 대부분의 환자들이 조현병이 나타나기 이전에 불안감을 느낀다는 것이다. 때로는 막연하게, 때로는 구체적으로, 자신이 앞으로 이 세상에 적응하며 살아가기가 힘들 것 같고, 심하면 자신의 존재 그 자체가 없어져 버릴 것만 같은 극심한 공포가 엄습하기도 한다. 주위 사람들의 관점에서 이러한 변화를 한 마디로 요약하면 원래의 그 사람 같지 않게 느껴진다는 것, 즉 뭔가 달라 보인다는 것이다. 물론 이러한 변화가 거의 없이 갑자기 조현병이 발병할 수도 있다. 특히 조현병이 잘 생기는 연령이 15-25세 경이기 때문에 정상적인 사춘기에서 흔히 볼 수 있는 정서적 불안정성과 정확하게 분별한다는 것이 쉽지 않다는 점을 염두에 두어야 한다.

## 진단
조현병의 증상은 왜곡된 정신기능이 과도하게 외부로 표출되는 양성증상(positive symptoms)과 정신기능이 소실되거나 결핍되어 나타나는 음성증상(negative symptoms) 크게 두 가지로 나타날 수 있다. 5가지 주요 증상 중에서 빈약한 언어와 무감정, 사회적 활동의 위축만이 음성 증상이다. 5가지 주요 증상 중에서 2가지 이상 (단, 망상·환각·이해하기 힘든 혼란스러운 언어 중 하나는 반드시 포함)이 1개월 중 상당기간 있으면서, 6개월 이상 음성증상이나, 약화된 2가지 이상의 양성 증상 등 뚜렷한 장해의 징후가 지속되면 조현병을 의심하여 정신건강의학과 전문의와 상의해야 한다.
- 망상
- 환각 (환청, 환시, 환촉 등)
- 이해하기 힘든 혼란스러운 언어 (지리멸렬)
- 심한 혼란이나 긴장증적 행동
- 빈약한 언어와 무감정, 사회적 활동의 위축

빈약한 언어와 무감정, 사회적 활동의 위축 증상은 다른 사람으로부터 자신을 멀리 격리시키는 증상이어서 음성 증상이라고 일컫는다. 이는 사회적으로 위축되어 있는 정신기능의 과도한 결핍 증상을 말하는데, 특히 음성증상이 있을 경우, 원만한 가족관계나 대인관계를 유지하나 학교나 직장생활에 적응하기가 매우 어렵다. 조현병의 임상증상은 수개월 내지 수년에 걸쳐 서서히 발병한다. 조현병 환자에게 망상과 환청이 있다고 해서 조현병은 가지고 있는 사람의 의식이 혼미하지는 않다. 대개의 경우 자신의 병에 대해 병이 있다고 인식을 잘 하지 못한다. 대부분의 환자들은 논리에 맞지 않는 신체 증상을 표현하고, 학교, 직장, 혹은 사회적 활동의 기능이 위축되며, 대개 발병 이전에 추상적 사고, 철학, 종교 등에 심취하거나 괴상한 생각과 행동, 감정반응 및 착각을 보이기도 한다.
- 특징적 증상: 한달 중 현재 혹은 이틀, 혹은 여러 날 동안 이 증상이 나타난다(혹은 더 적을 수도 있으며, 치료로 달라질 수 있다.)
  - 망상
  - 환각 또는 환청
  - 다른 정신질환 때문에 생긴 것이 아닌 어눌한 말투
  - 거칠거나 미숙한 행동 (예를 들어 부적절한 착의나 종종 소리지르기 등) 혹은 긴장하는 행동
  - 부정적 증상: 둔감한 정서(감정적인 응답이 없거나 부족하다), 무언어증 혹은 무욕증(욕구가 없거나 부족하다)
    - 만약 기괴한 망상이 있거나, 환청이 환자의 행동이나 생각을 간섭하거나, 또는 둘 혹은 여러 개의 대화하는 목소리가 들릴 경우엔 한 가지 증상만 있어도 정신분열증으로 진단할 수 있다.

- 사회적/직업상 기능장애: 발병 이후 상당한 기간 동안 직업, 대인관계, 자기관리 같은 하나 혹은 그 이상의 생활영역에서 부진함을 보일 때

- 기간: 만약 이런 동요가 1달 이상 6개월 미만으로 나타날 때, 정신분열성 장애로 적용된다.[20] 대한민국의 장애인 복지법에선 반복성 우울장애, 분열정동장애, 양극성 정동장애(조울증)과 함께 정신장애로 인정된다. 진단을 하기 위하여 심리검사는 배터리 검사로 이뤄지며, 배터리 검사 중 구체적인 진단이 가능한 검사로는 객관적인 검사는 지능검사,MMPI 등이 있으며, 주관적 검사로는 로샤와 같은 투사 검사가 있다. 진단 기준은 지능검사는 초기경험(약 6세 전후의 경험)을 제외하고 언어성검사 점수가 동작성검사 점수가 더 높을 때 임상적으로 유의한 것으로 보며, 다면적인성 평가(MMPI)에서는 편집증-경조증-정신증 이 세 가지가 70점 이상일 때 진단이 내려진다. 그 외 심리검사뿐만 아니라 EEG등의 여러 가지 의료적인 결과를 종합해서 2명 이상의 전공의사의 진단으로 결정이 된다.[21]

조현병의 예후는 불량하며 아직까지 특별한 치료법은 없다. 투약 중단 1년 후의 재발률은 70%이며 지속적으로 조현병 치료제로 투여할 때는 23%로 감소된다. 25-30년의 치료 추적기간 동안의 조사에 따르면 환자의 1/3만이 회복 또는 증상이 소실되었고 그 밖의 환자는 주요 증상이 지속되고 있거나 여전히 입원치료 하고 있다.

### 유형
과거 DSM에서는 조현병의 양상을 대표적으로 망상형, 혼란형, 긴장형의 3가지로 분류하였다. 한편 DSM-5부터는 이러한 분류의 의미가 약해졌고 특히 긴장형 조현병(긴장병)은 다른 조현병과 큰 연관이 없음을 명시하였다.
- 망상형 조현병은 편집형(偏執形) 조현병으로도 불리며, 망상이나 환각이 주 증상으로 나타난다. 일반적으로 언어나 행동에는 큰 문제가 나타나지 않으며, 망상이 나름의 논리와 체계를 갖추고 있는 경향이 있다. 환자는 주로 자신의 망상과 관련된 내용의 환각을 느낀다. 피해망상이나 과대망상 외에도 질투망상, 종교망상, 신체화망상 등 다양한 유형의 망상이 나타날 수 있다.
- 혼란형 조현병(Disorganized schizophrenia)은 사고장애와 정동둔마를 특징으로 한다. 주로 20세 전후에 처음 발병하기 때문에 파과형 조현병(Hebephrenic schizophrenia)이라고도 한다. 환자는 사고가 혼란되어 있고 말이 지리멸렬하여 알아듣기 힘들며, 망상이나 환각이 있더라도 체계적이지 않고 현실성, 논리성이 없다. 혼란된 사고와 둔마한 감정으로 인해 병의 경과에 따라 자폐적인 사고장애가 심화될 수 있다.
- 긴장형 조현병(Catatonic schizophrenia)는 정신운동장애를 특징으로 하며, 환자는 인사불성 상태이거나 흥분 상태인 경우가 많다. 조현병의 다른 유형들과는 증상이 크게 다르며, 최근에는 긴장증(catatonia)으로 조현병과는 별개의 질병으로 분류되기도 한다. 정신운동장애에는 부동(不動) 상태나 강직 상태, 또는 격앙 상태 등이 있다.

## 치료
조현증은 취약성-스트레스 모델이 보여주는 바와 같이 생물학적 사회심리적 요인들이 복잡하게 관여하고 있다. 이를 치료하는데는 약물치료와 함께 기본적인 생활기능이라든가 사회활동 훈련, 직업훈련과 가정생활의 기능 향상 등 정신사회적 재활치료를 실시하게 된다.

### 약물 치료

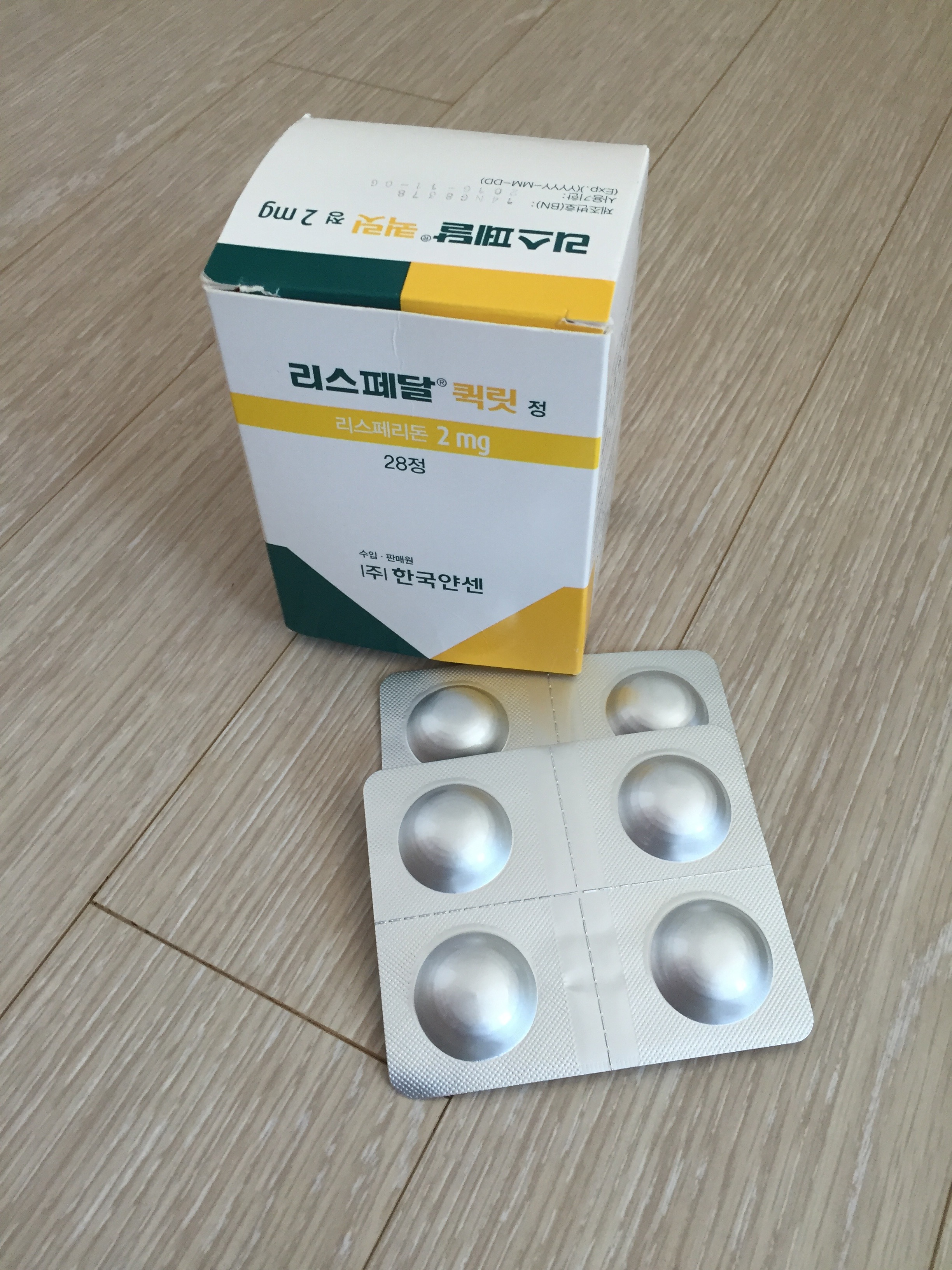
리스페리돈은 대표적 비정형적 조현병 치료제이다.

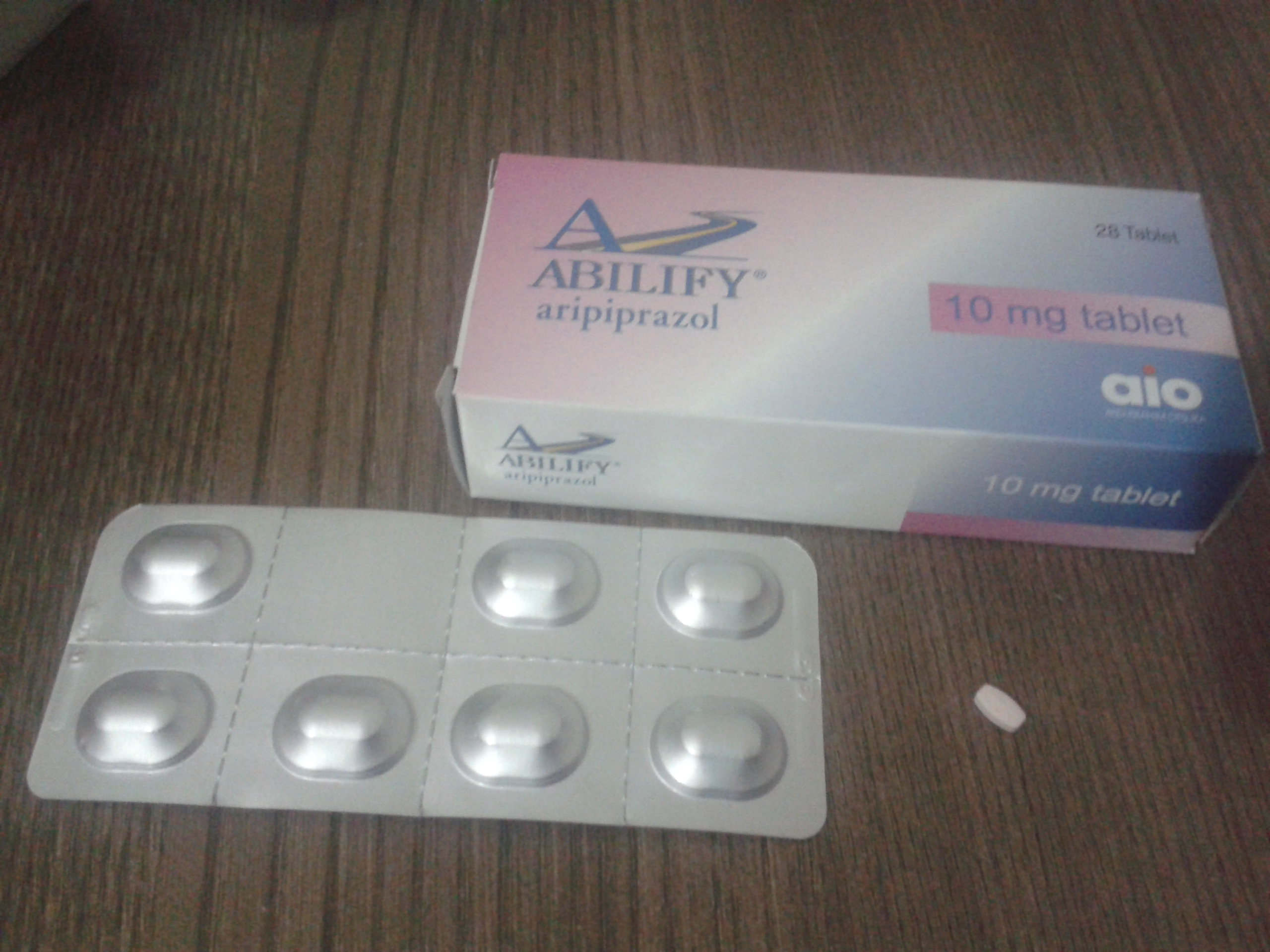
아리피프라졸은 가장 최근에 개발되어, 도파민 부분 효능제로, 작용기전이 확연히 다른 3세대 조현병 치료제이다.

조현증에 처음 이용되는 것은 조현병 치료제로써, 조현증의 양성 증상을 1~2주내에 줄일 수 있다. 그러나 조현병 치료제는 음성 증상 및 인지 장애를 현격히 호전시키기는 어렵다. 조현병 치료제는 재발 위험을 줄이기 위해 지속적으로 처방된다. 2~3년간의 장기복용이 조현증의 치료에 이득이 된다는 증거는 드물다.
어떤 조현병 치료제를 처방할 것인지는 그 약의 이득 및 위험성, 비용에 따라 결정된다. 어떤 세대의 약을 쓰고, 비정형적 약물/정형적 약물의 장단점은 논의의 대상이 된다. 치료에 잘 순응하는 비율이 40~50%, 부분적으로 순응하는 비율이 30~40%이며 치료에 저항하는 비율이 20%이다. 클로자핀은 치료에 저항적인 환자에 효과적이지만, 이는 4% 미만 환자에서 백혈구 감소증이라는 심각한 부작용을 야기할 수 있다.
비정형적 제제가 상당한 체중 증가, 당뇨 및 대사 증후군등 추체 외로계 장애의 위험을 증가시키는 것과 관련되어 있는 반면 정형적 제제는 추체외로 증상(EPS)을 야기할 확률이 높다. 영국 아스트라제네카사의 조현병 치료제 '쎄로켈(푸마르산 쿠에티아핀)'이나 일본 오츠카사의 조현병 치료제 '아빌리파이(아리피프라졸)' 등 일부 비정형적 제제는 정형적 제제인 페르페나진에 비해 자살 위험성이 내재되어 있으므로, 성인의 우을증 치료를 위한 주요 우울 장애 치료의 부가 요법제로 승인되어, 자살 목적 등 과량 투여의 위험을 막기 위해 최소량부터 처방 하도록 경고 하고 있지만, 클로자핀은 자살위험성이 가장 낮은 약물이다. 가장 최근에 출시된 약물 중, 3세대 비정형 조현병 치료제인 아리피프라졸(아빌리파이)은 일본 오츠카사가 개발한 도파민 부분 효능제로, 조현병의 양성 및 음성 증상을 동시에 개선시켜 주는 효과가 있지만, 심각한 신경학적 장애인 신경이완제 악성 증후군을 발생시킬 가능성이 낮은지는 명확하지 않다.
정기적으로 약을 복용할 수 없거나 꺼려하는 환자들을 위해 삼투압으로 방출되어, 장에서 용출되는 장용성 서방형 제제의 팔리페리돈(인베가)이나, 젤매트릭스 제법으로, 약물이 서서히 흡수되어, 하루 한번 복용으로 약효가 오래가는 푸마르산 쿠에티아핀 서방형(쎄로켈 XR) 제제 등 복약 순응도를 높이기 위해 활용될 수 있다. 이러한 것들이 경구투여보다 재발의 위험성을 줄일 수 있다. 사회심리적 중재와 결합된 약물투여가 장기적 순응도를 더 높여줄 수 있다. 미국 정신의학회는 증상이 1년 이상 발현되지 않은 환자들에게는 투여 중단을 고려할 수 있다고 제안했다.

#### 주요 약물
- 1차: 비정형 조현병 치료제
  - 리스페리돈, 올란자핀, 쿠에티아핀, 지프라시돈, 아리피프라졸, 클로자핀, 아미설피리드 등
- 2차: 정형 조현병 치료제
  - 클로로프로마진, 할로페리돌, β-차단제: 벤조디아제핀, 프로프라놀롤, 설피리드 등

### 사회심리적 치료
가족치료, 적극적 지역사회기반 치료, 고용 지원, 인지 치료, 직업훈련, 인지행동치료, 토큰경제적 중재, 약물 사용 및 체중관리를 위한 중재와 같은 수많은 사회심리적 중재가 조현증의 치료에 유용하게 쓰인다.가족 전체를 하나하나 다루는 가족 치료 또는 가족교육이 입원횟수 및 재발을 줄일 수 있다. 인지행동치료가 증상을 줄이거나 재발을 줄이는데 용이하지는 않다는 연구도 있다. 미술치료나 연극치료는 아직 잘 연구되지 않았다.

#### 질병관리 기술
조현병 환자들은 충분히 주도적으로 자신의 병을 관리할 수 있다. 일단 병에 대한 정확한 사실과 치료 원칙의 교육으로 환자들은 증상의 재발이나 악화를 스스로 느낄 수 있도록 한다. 이는 적극적인 치료와도 연결된다. 지속적으로 정신병적 증상이 있는 환자들도 매일의 생활에서 증상에 대처하는 기술을 배워 약물로 치료되지 않았던 증상을 가지고도 일상생활이 가능해진다.

#### 재활
재활치료는 조현병 환자들이 지역사회에서 보다 적극적인 사회생활을 할 수 있도록 사회적, 직업적 훈련을 시키는 것을 말한다. 많은 조현병 환자들이 학업이나 직업을 위해 매진해야하는 20대에 발병하여 조현병의 증상에 의해 집중력이나 성취도가 병전에 비해 현저히 저하되기 때문에 취업에 필요한 기술이나 실력을 쌓기가 힘들다.
재활 프로그램은 취업상담, 공공 근로 교육 및 상담, 직장에서 의사소통 기술 훈련 등 다양하며 많은 조현병 환자들이 이 프로그램을 통해 자신의 가능성을 확인하고 있다. 현재 대한민국에서도 낮 병원, 밤 병원, 정신보건센터 등의 여러 형태로 재활치료가 활발히 진행 중이다.

#### 인지/행동 치료
인지 행동 치료는 약물치료를 받고 있음에도 불구하고 환청이나 망상이 계속되는 환자들에게 유용한 치료 방법이다. 어떻게 하면 망상의 영향을 덜 받을 수 있는지, 망상에도 불구하고 정상적인 생활을 유지해 나가려면 어떻게 해야 하는지, 환청에 대해 어떻게 반응해야 하는지, 무감동에서 탈출할 수 있는지, 약에 대한 편견이나 혐오감을 어떻게 바로잡아야 할 지 등에 대한 구체적인 행동과 생각의 방향을 인지 치료를 통해 배우게 된다. 또한 행동 치료를 통해서는 바람직하지 못한 행동을 억제하고 사회적 행동이나 자기표현을 강화하는 법을 배운다.

#### 자조모임
조현병 환자들과 그 가족들의 모임인 자조 모임은 미국에서 1979년도에 ‘전국 정신장애인 동맹 (NAMI : National Alliance for the Mentally Ill)’이 결성된 것을 그 시초로 한다. 현재 이 동맹은 미국 각지의 수많은 가족 모임들을 지원하고 있으며, 유사한 형태의 자조 모임이 세계 각국에서 만들어지고 있다.
각 가족 모임은 조금씩 차이는 있지만 환자 가족들이 서로 도움을 주고받으며, 정신병에 대한 교육과 정신 병원 및 정신과 의사에 대한 정보 교환, 행정 기관에 대한 로비 활동, 대중 홍보 그리고 재활 기관 운영 등 다양한 활동을 펼치고 있다. 전 세계 여러 나라에서 조현병 환자와 가족을 지지하기 위한 다양한 모임이나 행사가 있다.

## 경과와 예후
조현병의 고전적인 경과는 악화 및 관해의 반복이다. 특히 조현병의 진단 이후 첫 5년간의 양상이 환자의 경과를 예측해줄 수 있다. 대체로 양성 증상은 시간이 지나면서 완화되나 음성 증상이 심해진다는 보고가 있다.
발병은 급작스러울 수도 있으나 대게는 몇 가지 증상들을 보이면서 서서히 악화되기도 한다. 이렇게 서서히 악화되는 시기의 증상들을 전구 증상이라 말한다. 전구 증상을 보이는 시기에 치료적인 조기 개입을 하는 것이 치료의 경과에 도움이 될 수 있다. 정신질환 진단 및 통계 편람 제5판에서는 '약화된 정신병 증후군', 즉 조현병의 전구 증상에 대한 기준으로 현실 검증력은 비교적 온전한 상태에서 기능 손상을 유발하는 망상, 환각, 와해된 언어와 같은 증상을 기준으로 제안하고 있다.
조현병에서 좋은 예후와 연관된 인자로는 늦은 발병, 분명한 촉발 요인, 급성 발병, 병전의 좋은 사회적 기능, 정동 장애 증상이 동반된 경우, 기혼, 정동 장애의 가족력이 있는 경우, 좋은 지지 치계를 가지고 있는 경우 등이 있다. 나쁜 예후와 관련된 인자로는 조기 발병, 불분명한 촉발 요인, 서서히 발병한 경우, 자폐증적 양상, 독신 또는 이혼력이 있는 경우, 조현병의 가족력이 있는 경우, 나쁜 지지 체계를 가지고 있는 경우, 음성 증상이 두드러지는 경우, 신경학적 징후가 동반된 경우, 주산기 병력이 있는 경우, 약 3년간의 치료에도 증상 관해가 없는 경우, 재발이 잦은 경우 등이 있다.

## 같이 보기
- 항정신병제제(조현병 치료제)
- 정신의학(정신건강의학과)
- 편집성 인격 장애(PPD) - 조현병과 매우 유사하나 증상이 성격처럼 지속적으로 나타나며, 환시나 환청 같은 환각 증상은 나타나지 않는다.
- 망상
  - 피해망상
  - 과대망상
- 망상장애
- 가정폭력(DV)
- 아동 학대(CA)
- 신경전달물질
- 호르몬
  - 도파민
  - 세로토닌
- 조울증
- 수면 장애
- 혼잣말
- 뇌자도(MEG, en:Magnetoencephalography)
- 더블바인드
- 로샤흐검사 (Rorschach)

## 참고 문헌
- McCreadie R. Recent advances in the drug treatment of schizophrenia. Primary Care Psychiatry. 2000;6(1):9-14
- Goren JL, Levin GM. Evaluations of New Drugs. Pharmacotherapy. 1998;18(6):1183-1194
- Markowitz JS, Brown CS, Moore TR. Atypical Antipsychotics Part I: Pharmacology, Pharmakokinetics, and Efficacy. The Annals of Pharmacotherapy.1999;33:73-85
- Herfindal ET. Gourley DR. Textbook of Therapeutics. Drug and Disease Management 7th ed. p1217-1226
- Bennett, Plum, Gill, etc. Cecil Textbook of Medicine 20th ed. P1997-1999
- Fauci, Braunwald, Isselbacher, etc. Harrison's Principles of Internal Medicine 14th ed. p2499-2501
- Crimson ML, Dorson PG. Schizophrenia In: Dipiro JT et al. Pharmacotherapy: a pathophysiologic approach. 4th ed. New York: Elservier, 1999;1118-1139
- Marken PA, Stanislav SW. Schizophrenia In: Koda-Kimble MA et al, Applied Therapeutics: The Clinical Use of Drugs. 6th ed. 75-1~75-25
- American Pharmaceutical association. AphA Guide to Drug Treatment Protocols. *Schizophrenia. SCZ-1~7
- Clinical Pharmacology Online 2001-1-26
- National Institute of Mental Health. When Someone Has Schizophrenia. [NIH Publication No. 01-4599, 2001]
- URL:http://www.mediscape.com/govmt/NIMH/2001/01.01/NIMH-Schizophrenia.html%5B깨진+링크(과거+내용+찾기)%5D
- 내 마음속의 신을 움직이다 (북랩 출판사. 저자 신진행. 2020)
- 내 마음속의 신을 움직이다 직업사회 (북랩 출판사. 저자 신진행. 2022.)
- 내 마음속의 신을 움직이다 조율기록 (북랩 출판사. 저자 신진행. 2024.)